# Castelnavia
Castelnavia é um género botânico, pertencente à família Podostemaceae.
1. ↑  «Castelnavia — World Flora Online». www.worldfloraonline.org. Consultado em 19 de agosto de 2020